# Ґури-Вітовські
Ґури-Вітовські (пол. Góry Witowskie) — село в Польщі, у гміні Битонь Радзейовського повіту Куявсько-Поморського воєводства.
У 1975-1998 роках село належало до Влоцлавського воєводства.